# 温逋奇
温逋奇（？—1032年），北宋邈川（今青海乐都）吐蕃大首领。
温逋奇早年与宗哥（今青海平安驿）首领李立遵一起迎唃厮啰到廓州（今青海化隆县群科），尊为“赞普”。后多次与李立遵等河湟吐蕃大首领向宋朝朝贡。约宋仁宗天圣元年至二年（1023年—1024年）之间，唃厮啰与李立遵不和，他迁居邈川，他尊立唃厮啰，自为论逋（大相），成为继李立遵之后，掌控河湟局势的大首领。天圣九年（1031年）十二月，派外甥赴宋朝秦州致书，献马、乳香等方物，请通和，以图进一步加强与宋关系，被宋朝礼待、厚赐。次年八月，宋朝封他为归化将军。不久，因发动宫廷政变，想要取代唃厮啰，事败，被杀。其子温溪心，其孙温纳支郢成。